# 機動戦士ガンダム 逆襲のシャア (PlayStation)
『機動戦士ガンダム 逆襲のシャア』（きどうせんしガンダム ぎゃくしゅうのシャア、MOBILE SUIT GUNDAM Char's Counterattack）は、バンダイより1998年12月17日に発売された、同名のアニメ作品を原作とするPlaystation用ゲームソフト。

## 概要
本作は、アニメ映画『機動戦士ガンダム 逆襲のシャア』を題材とした背面視点の3Dシューティングゲームである。『逆襲のシャア』での物語を中心に、アニメ『機動戦士ガンダム』の舞台である一年戦争でのアムロ・レイとシャア・アズナブルの対決を織り交ぜた内容。
ソロプレイと対戦プレイの2種類があり、ソロプレイでは、アムロモードをクリアすると、シャア視点の「シャアモード」でのプレイが可能になる。また、本作用に制作されたアニメーションパートも収録されている。
ゲーム途中である条件を満たすと、アムロらの会話を行われる特殊イベントが発生する。
映画がベースとはいえ、ハサウェイ・ノアは登場していない。
通常版の他に「講談社8誌連合企画 特別版」が存在し、そちらのバージョンのみブルーディスティニー1号機が使用可能である。

## 登場機体
| ストーリー、対戦モード専用の機体    |                            |                                                                                             |
| 機体                                | キャラクター               | 備考                                                                                        |
| RX-78-2 ガンダム                    | アムロ・レイ（0079）       |                                                                                             |
| MS-06S シャア専用ザクII             | シャア・アズナブル（0079） |                                                                                             |
| MS-14S シャア専用ゲルググ           | シャア・アズナブル（0079） |                                                                                             |
| MSN-02 ジオング                     | シャア・アズナブル（0079） |                                                                                             |
| RGZ-91 リ・ガズィ（アムロ搭乗)      | アムロ・レイ（0093）       | 対戦モード時、MS選択画面でカーソルを「リ・ガズィ（ケーラ搭乗)」に合わせ、ボタン入力が必要。 |
| RX-93 νガンダム                     | アムロ・レイ（0093）       |                                                                                             |
| MSN-04 サザビー                     | シャア・アズナブル（0093） |                                                                                             |
| 対戦モード専用の機体                |                            |                                                                                             |
| 機体                                | キャラクター               | 備考                                                                                        |
| RX-78-3 G-3ガンダム                 | セイラ・マス               | MS選択画面でカーソルを「ガンダム」に合わせ、ボタン入力が必要。                              |
| MS-09RS シャア専用リック・ドム      | シャア・アズナブル（0079） | 対戦モードクリアで使用可能                                                                  |
| MSN-00100 百式                      | クワトロ・バジーナ         | ストーリー「アムロモード」、「シャアモード」クリアで使用可能                                |
| RGZ-91 リ・ガズィ（ケーラ搭乗)      | ケーラ・スゥ               |                                                                                             |
| MSN-03 ヤクト・ドーガ(ギュネイ)     | ギュネイ・ガス             |                                                                                             |
| MSN-03 ヤクト・ドーガ(クェス)       | クェス・パラヤ             | MS選択画面でカーソルを「ヤクト・ドーガ(ギュネイ)」ボタン入力が必要。                        |
| RX-79BD-1 ブルーディスティニー1号機 | ユウ・カジマ               | 特別版のみ使用可能。MS選択画面でカーソルを「ガンダム」に合わせ、ボタン入力が必要。          |
| CPU専用の機体                       |                            |                                                                                             |
| 機体                                | キャラクター               | 備考                                                                                        |
| MS-06F ザクII                       |                            |                                                                                             |
| MS-09R リック・ドム                 |                            |                                                                                             |
| MS-14A ゲルググ                     |                            |                                                                                             |
| MAN-08 エルメス                     | ララァ・スン               |                                                                                             |
| RGM-79 ジム                         |                            |                                                                                             |
| RB-79 ボール                        |                            |                                                                                             |
| RGM-89 ジェガン                     |                            |                                                                                             |
| AMS-119 ギラ・ドーガ                |                            |                                                                                             |
| NZ-333 α・アジール                  | クェス・パラヤ             |                                                                                             |